# دافی (خواننده)
اِیمی ان دافی (به انگلیسی: Aimee Anne Duffy) (زادهٔ ۲۳ ژوئن ۱۹۸۴)، که با نام حرفه‌ای دافی شناخته می‌شود، یک خواننده و ترانه‌سرای ولزی است. شروع کار او با رسیدن به رتبهٔ یک در جدول موسیقی آلبوم‌های بریتانیا با عرضهٔ آلبوم راک‌فری بود که تا کنون ۳٬۴ میلیون از آن در جهان به فروش رفته است. وی با عرضهٔ دومین تک‌آهنگ خود، «مرسی»، به نخستین زن ولزی تبدیل گشت که به یک تک‌آهنگ پاپ رتبهٔ یکی در طی ۲۵ سال گذشته دست می‌یافت.